# Донифан (округ)
До́нифан (англ. Doniphan County; стандартное обозначение DP) — округ в штате Канзас, США. Официально образован 25 августа 1855 года и назван в честь полковника А. Донифана. По состоянию на 2010 год, численность населения составляла 7 945 человек.

## География
По данным Бюро переписи США, общая площадь округа равняется 1 030,821 км2, из которых 1 017,871 км2 суша и 12,691 км2 или 1,200 % это водоёмы.

## Население
По данным переписи населения 2000 года в округе проживает 8 249 жителей в составе 3 173 домашних хозяйств и 2 183 семей. Плотность населения составляет 8,00 человек на км2. На территории округа насчитывается 3 489 жилых строений, при плотности застройки около 3,00-х строений на км2. Расовый состав населения: белые — 94,85 %, афроамериканцы — 2,00 %, коренные американцы (индейцы) — 1,21 %, азиаты — 0,25 %, гавайцы — 0,00 %, представители других рас — 0,40 %, представители двух или более рас — 1,29 %. Испаноязычные составляли 1,16 % населения независимо от расы.
В составе 32,60 % из общего числа домашних хозяйств проживают дети в возрасте до 18 лет, 56,40 % домашних хозяйств представляют собой супружеские пары проживающие вместе, 8,70 % домашних хозяйств представляют собой одиноких женщин без супруга, 31,20 % домашних хозяйств не имеют отношения к семьям, 27,60 % домашних хозяйств состоят из одного человека, 14,20 % домашних хозяйств состоят из престарелых (65 лет и старше), проживающих в одиночестве. Средний размер домашнего хозяйства составляет 2,48 человека, и средний размер семьи 3,03 человека.
Возрастной состав округа: 25,30 % моложе 18 лет, 11,80 % от 18 до 24, 24,70 % от 25 до 44, 22,00 % от 45 до 64 и 22,00 % от 65 и старше. Средний возраст жителя округа 37 лет. На каждые 100 женщин приходится 98,60 мужчин. На каждые 100 женщин старше 18 лет приходится 96,20 мужчин.
Средний доход на домохозяйство в округе составлял 32 537 USD, на семью — 39 357 USD. Среднестатистический заработок мужчины был 28 096 USD против 19 721 USD для женщины. Доход на душу населения составлял 14 849 USD. Около 9,00 % семей и 11,90 % общего населения находились ниже черты бедности, в том числе — 13,30 % молодёжи (тех, кому ещё не исполнилось 18 лет) и 12,50 % тех, кому было уже больше 65 лет.